# Troy (Maine)
Troy és una població dels Estats Units a l'estat de Maine (EUA). Segons el cens del 2000 tenia 963 habitants.

## Demografia
Segons el cens del 2000, Troy tenia 963 habitants, 365 habitatges, i 274 famílies. La densitat de població era de 10,7 habitants/km².
Dels 365 habitatges en un 33,4% hi vivien nens de menys de 18 anys, en un 62,7% hi vivien parelles casades, en un 6,8% dones solteres, i en un 24,7% no eren unitats familiars. En el 18,1% dels habitatges hi vivien persones soles el 6,3% de les quals corresponia a persones de 65 anys o més que vivien soles. El nombre mitjà de persones vivint en cada habitatge era de 2,64 i el nombre mitjà de persones que vivien en cada família era de 2,96.
Per edats la població es repartia de la següent manera: un 27,3% tenia menys de 18 anys, un 6,3% entre 18 i 24, un 28% entre 25 i 44, un 26,8% de 45 a 60 i un 11,5% 65 anys o més.
L'edat mediana era de 38 anys. Per cada 100 dones de 18 o més anys hi havia 100,6 homes.
La renda mediana per habitatge era de 30.052 $ i la renda mediana per família de 34.375 $. Els homes tenien una renda mediana de 26.250 $ mentre que les dones 21.438 $. La renda per capita de la població era de 14.027 $. Entorn del 8,3% de les famílies i el 13,7% de la població estaven per davall del llindar de pobresa.